# Adam Michnik
Adam Michnik (Varsavia, 17 ottobre 1946) è un saggista, editore e politico polacco fondatore e direttore del quotidiano Gazeta Wyborcza e convinto attivista anti-comunista e anti-totalitarista.
Autore noto in quasi tutta Europa, le sue opere sono tradotte in inglese, tedesco, francese, svedese, spagnolo e italiano. Ha vinto il Premio Erasmo nel 2001.

## Biografia
Figlio di un certo Ozjasz Szechter, segretario del Partito Comunista dell'Ucraina occidentale (Коммунистическая партия Западной Украины), è stato uno dei principali responsabili dell'opposizione al totalitarismo del Partito Operaio Unificato Polacco (PZPR) sin dagli studi universitari, fatti a Varsavia. Studioso di storia, per le sue idee democratiche filo-statunitensi fu sospeso dall'università e, cosa ben più grave, imprigionato nel 1968, all'età di ventidue anni.
Nel 1976 fu, assieme a Jacek Kuroń, fondatore del Comitato di Difesa degli Operai (KOR) e promotore dell'Organizzazione dei Corsi Scientifici (TKN), per un insegnamento indipendente dall'oppressione del potere. Fu anche autore di opere stampate clandestinamente, poiché non ben viste dalla censura nazionale e membro della più grande casa editrice clandestina in Polonia, la NOWa. A partire dal 1980 sostenne l'attività del Solidarność, il sindacato guidato dal Premio Nobel per la Pace Lech Wałęsa. Nel 1989 prese parte alla discussione sulla censura, ritenuta troppo oppressiva, e sostenne con diversi articoli, pubblicati sulla Gazeta Wyborcza, la libera circolazione dei libri, per far così rinascere la cultura.
Deputato al Sejm, la Camera bassa del Parlamento polacco, dal 1989 al 1991, tornò ad occuparsi di giornalismo facendo il corrispondente alla Borsa di Londra e Varsavia. Nel 2007 è stato scelto come mediatore per la libertà dell'informazione in Georgia dall'Unione europea.

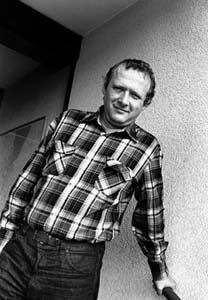
Adam Michnik nel 1991

## Opere

### Opere tradotte in italiano
- Etica della Resistenza, 1986, ed. SugarCo, Milano
- La Chiesa e la sinistra in Polonia , 1980, ed. Queriniana, Brescia
- Il pogrom, 2007, ed. Bollati Boringhieri, Torino